# McDonald's
La McDonald's Corporation è una catena multinazionale di ristoranti di fast food statunitense. Fino al 2018 è stata la maggior catena di fast food al mondo per numero di punti vendita, venendo poi superata da Subway.
La sede è a Chicago dall'inizio del 2018, mentre in precedenza era a Oak Brook, un sobborgo della città, nello Stato dell'Illinois. Gestisce le proprie filiali direttamente o indirettamente tramite franchising. I ristoranti McDonald's sono diffusi in tutto il mondo (impiegano a tempo pieno circa 438.000 persone) e sono diventati uno dei simboli più riconoscibili della cosiddetta globalizzazione, dello stile di vita frenetico e del consumismo moderno.

## Storia
Nel 1937, i due fratelli Rick e Mac McDonald aprono ad Arcadia, in California, un chiosco di hot dog. Il primo ristorante, chiamato in principio "McDonald's Bar-B-Q", verrà aperto nel 1940 a San Bernardino, in California. La vera svolta nella storia dell'azienda si ha però nel 1955, quando Ray Kroc, rappresentante di frullatori, fonda la "McDonald's Systems, Inc." (che sarà poi ribattezzata "McDonald's Corporation") che facilita il franchising ai nuovi ristoranti. Inoltre, acquista il terreno dove sorge il ristorante dei fratelli Rick e Mac McDonald, alla fine costretti a vendergli il marchio per una cifra totale di 2 700 000 dollari. Nel 1955 apre il primo ristorante della compagnia fondata da Kroc a Des Plaines, nell'Illinois. Nel 1967 fu aperto il primo ristorante al di fuori degli Stati Uniti e, precisamente, in Canada, a Richmond, una città della Columbia Britannica. Il 1971 fu l'anno dell'inaugurazione del primo fast food in Europa: nei Paesi Bassi, a Zaandam (città nei pressi di Amsterdam).
Il mese di marzo 2006 sembra segnare una brusca battuta d'arresto nella storia del successo del marchio in Europa. In Gran Bretagna venne annunciata la chiusura di 25 punti vendita della catena per mancanza di clienti, a causa di una tendenza negativa consolidatosi nei due anni precedenti e che aveva fatto, inoltre, escludere l'apertura di nuovi franchising anche per l'anno successivo. Il responsabile europeo della catena, Denis Hennequin, annunciò che la crisi era causata da "stanchezza" del marchio. L'azienda ha inoltre lasciato l'Islanda per via del suo poco successo. 
Nel 2006, la Walt Disney Company non rinnova il contratto dal valore di un miliardo di dollari per lo sfruttamento dei diritti dei personaggi Disney. L'accordo, stipulato nel 1995, si è rivelato strategico per le campagne di marketing McDonald's, specialmente per quelle rivolte al pubblico dei più piccoli. Nel 2008, in seguito all'aumento dei prezzi della carne, al fine di conservare i margini di guadagno la società decide di mantenere i prezzi dei suoi prodotti al medesimo valore ma diminuisce gli ingredienti.
Nel 2012, McDonald's apre il primo fast food vegetariano in India, per estendere la propria clientela anche a induisti, a musulmani e a tutti coloro che non possono o non desiderano mangiare carne bovina o suina o formaggi. Nel 2018, dopo 12 anni la Disney rinnova il contratto con McDonald's per promuovere Gli Incredibili 2 e Ralph spacca Internet. Nel 2023, a Bolingbrook, Illinois, lancia CosMc’s un servizio di ristorazione che si basa sulla vendita di bevande calde, soprattutto a base di caffeina, e snack.

## Impatto globale

Paesi con fast food McDonald's

McDonald's è divenuto l'emblema della globalizzazione, alcune volte definita come la "McDonaldizzazione" della società. La rivista The Economist usa l'indice Big Mac: la comparazione tra i prezzi del Big Mac in vari paesi può essere usata per calcolare in maniera informale il potere d'acquisto. Dato che McDonald's è strettamente associata con la cultura e lo stile di vita degli Stati Uniti, la sua espansione internazionale è stata definita parte dell'americanizzazione e dell'imperialismo culturale statunitense. McDonald's è quindi un bersaglio dei contestatori anti-globalizzazione.
Thomas Friedman ha osservato che nessun paese con all'interno un McDonald's ha mai attaccato un altro paese dove è presente un McDonald's. La sua "Golden Arches Theory" è sempre stata intatta, ma deve fronteggiare delle sfide: all'inizio, quando gli Stati Uniti d'America invasero Panama (la quale ha ristoranti McDonald's dagli ultimi anni settanta) nel 1989, e più tardi quando scoppiò la guerra in Kosovo e la NATO bombardò la Serbia del 1999 (in ogni caso Friedman afferma che la crisi del Kosovo fu una guerra civile - che non ha voce in quella teoria), e inoltre nel 2006, con la guerra tra Israele e Libano, nel 2008 con la seconda guerra in Ossezia del Sud tra Georgia e Russia (territori di Abcasia e Ossezia del Sud). Nel 2014 la grande M chiude tutti i suoi ristoranti in Crimea dopo l'annessione della penisola alla Russia. La teoria vede la sua capitolazione a seguito della dichiarazione di guerra della Russia all'Ucraina il 24 febbraio 2022. Successivamente, il 16 maggio 2022 l'azienda annuncia la chiusura di tutte le filiali presenti sul territorio russo.
Alcuni osservatori hanno suggerito che la compagnia avrebbe incentivato la crescita dello standard qualitativo dei servizi nei mercati in cui entra. Un gruppo di antropologi, in uno studio intitolato "Golden Arches East", ha studiato l'impatto che McDonald's ha sull'Asia orientale e in particolare su Hong Kong. Quando la catena aprì nel 1975, McDonald's fu il primo ristorante a offrire luoghi di ristoro puliti portando così i clienti a pretendere lo stesso dagli altri ristoranti o dalle altre istituzioni.
In aggiunta al suo effetto sugli standard commerciali, McDonald's è stato anche un grimaldello di forzatura mutando le abitudini dei clienti. Popolarizzando l'idea di ristorante da pasto veloce, sostiene lo studio di Watson, McDonald's ha condotto all'allentamento o all'eliminazione di vari tabù come il mangiare mentre si cammina, un'abitudine frequente in Giappone. McDonald's, inoltre, ha livellato gli strati sociali durante le cene: non ci sono problemi per alcuni clienti che potrebbero essere imbarazzati se qualcun altro ordinasse del cibo più costoso in un ristorante; la differenza di prezzo dei cibi di McDonald's è infatti minima, e non dipendente dal maggiore/minore pregio degli ingredienti, così da non poter categorizzare socialmente i clienti.

## Logo

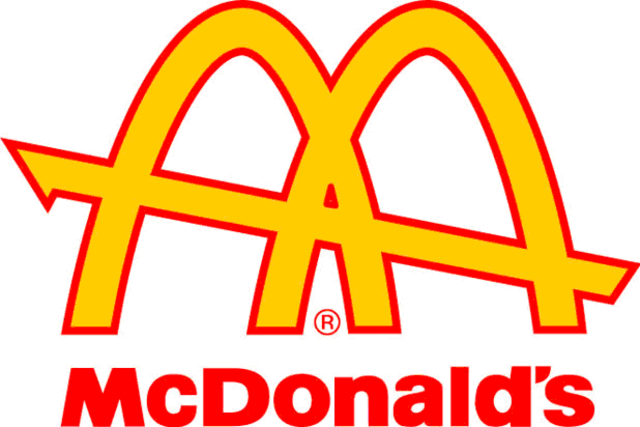
1960-1969

1975-2003

In uso dal 2006

Il logo della McDonald's prende il nome di "archi dorati" i quali vennero ideati da Dick McDonald (dall'inglese golden arches). Quest'ultimo, è tuttora il logo utilizzato in tutto il mondo. Esso è costituito, appunto, da due archi di colore giallo che, intersecandosi in un punto, formano la lettera "M". Vennero utilizzati per la prima volta nel 1962 quando si decise di integrare degli archi di colore giallo nella struttura dei vari ristoranti della catena di fast food. Nel 1968, in seguito alla decisione della multinazionale di cambiare la struttura dei suoi ristoranti, si preferì costruirli usando la forma del logo, trasformandoli nella "M" di McDonald's. Oggi risultano essere fra i loghi più noti del mondo.

## Diffusione

### In Italia

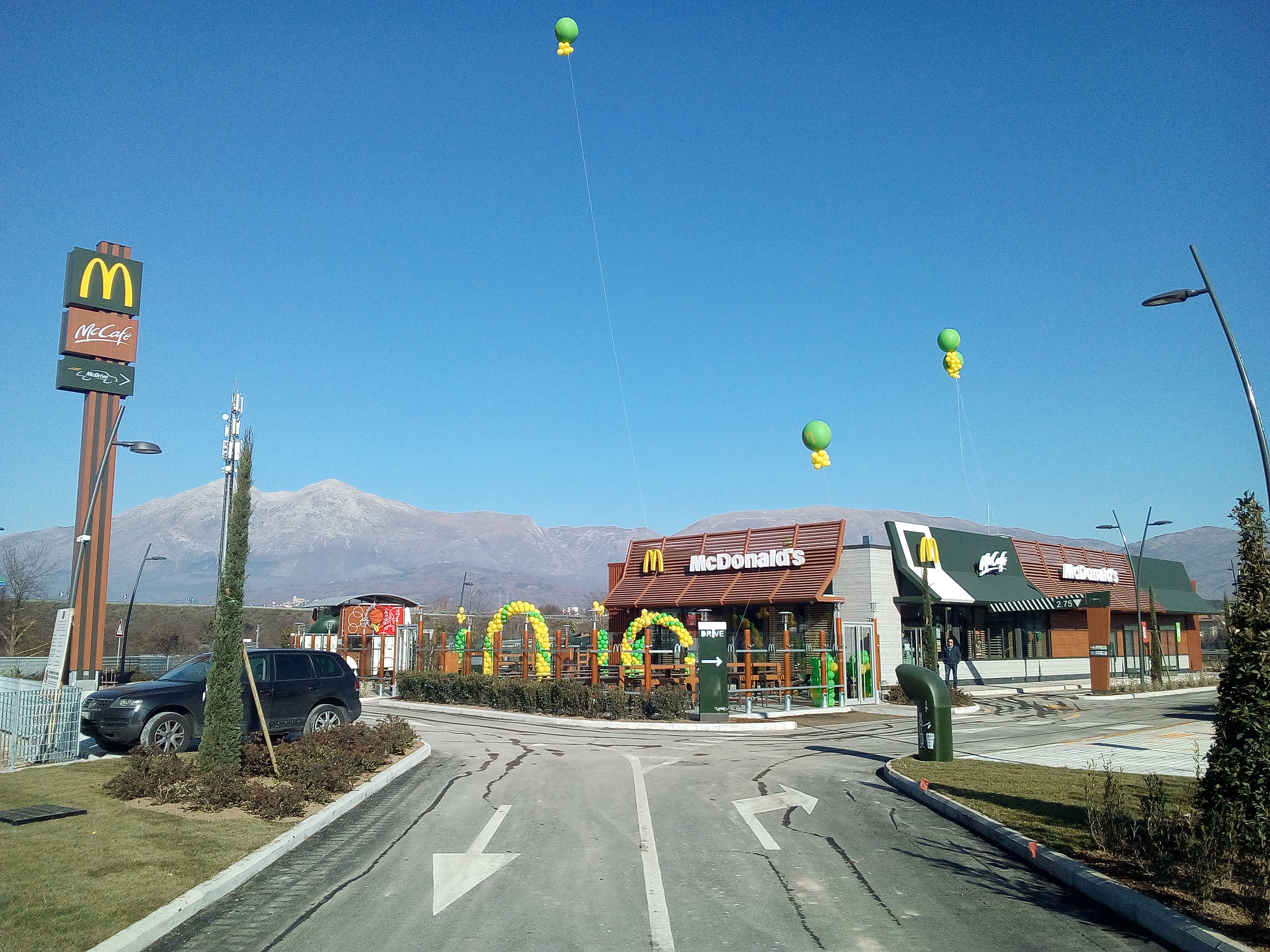
McDonald's di Avezzano

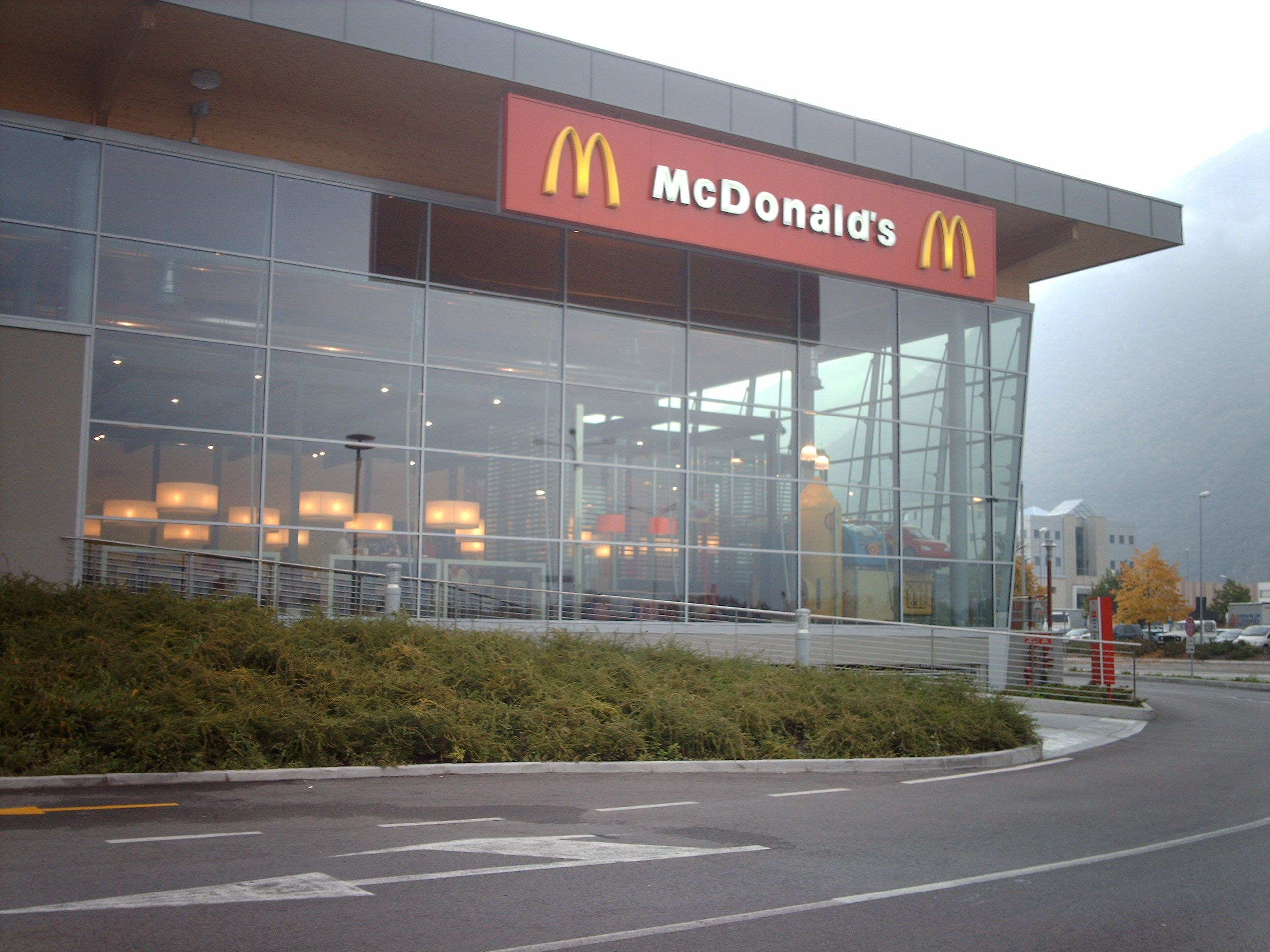
McDonald's di Bolzano.

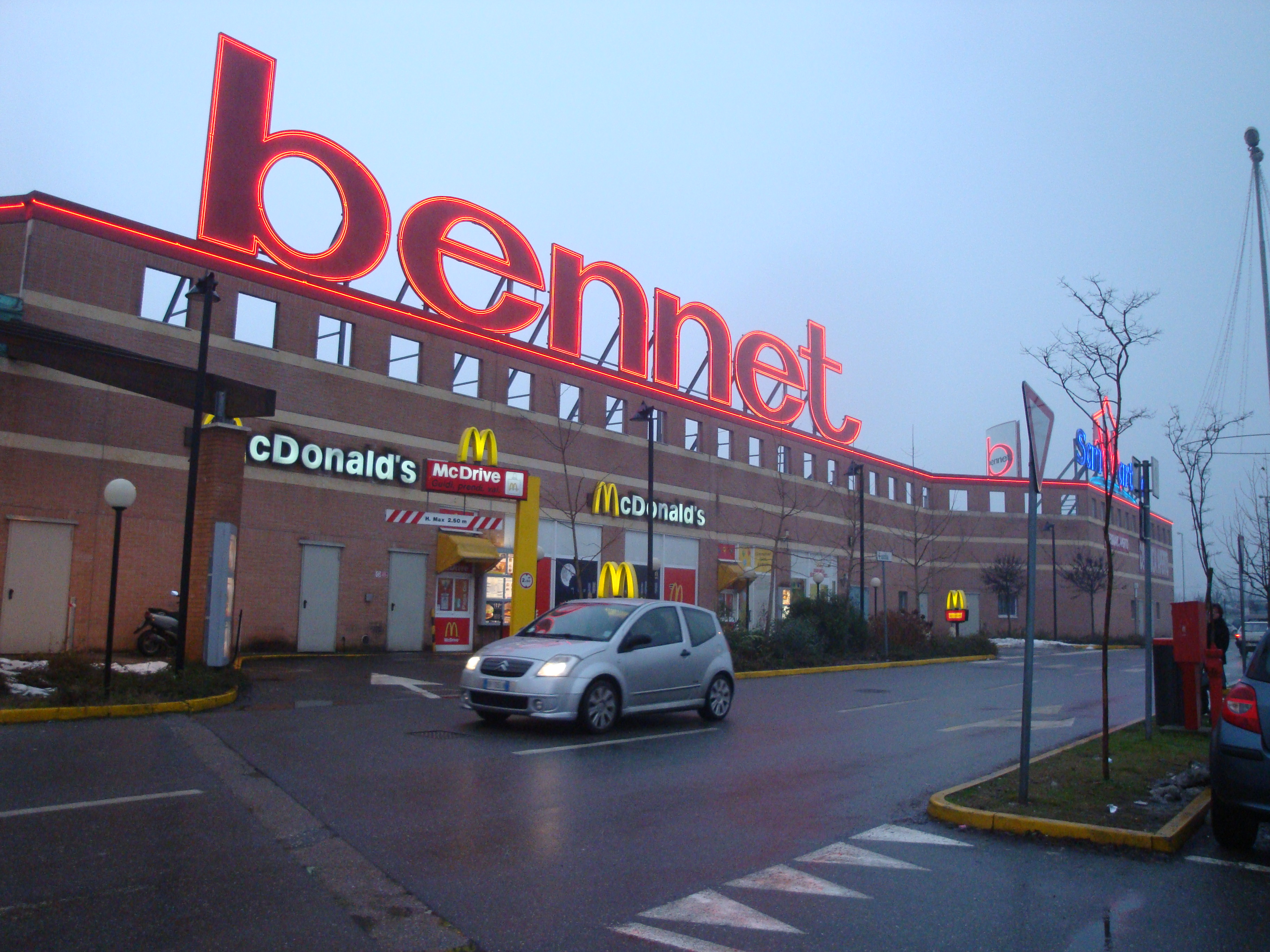
McDonald's al centro commerciale Bennet di San Martino Siccomario

Il primo ristorante italiano fu aperto il 15 ottobre 1985 a Bolzano nella centrale piazza Walther von der Vogelweide dove ha chiuso il 4 luglio 1999. Il secondo (9007º nel mondo) è stato inaugurato a Roma nei pressi di piazza di Spagna il 20 marzo 1986. Ciò nonostante, nel ristorante romano una targa annuncia che si tratta del «primo ristorante»: effettivamente già negli anni 1970 la catena, che stava preparando lo sbarco in molti paesi europei, aveva trovato come locale proprio quello qui citato. Una cosa simile accadde in Francia: un ristorante fu aperto nel 1972 a Créteil, cittadina a sud di Parigi, ma secondo l'azienda il primo fu quello di Strasburgo, inaugurato nel 1979, e anche in questo caso una targa lo ricorda.

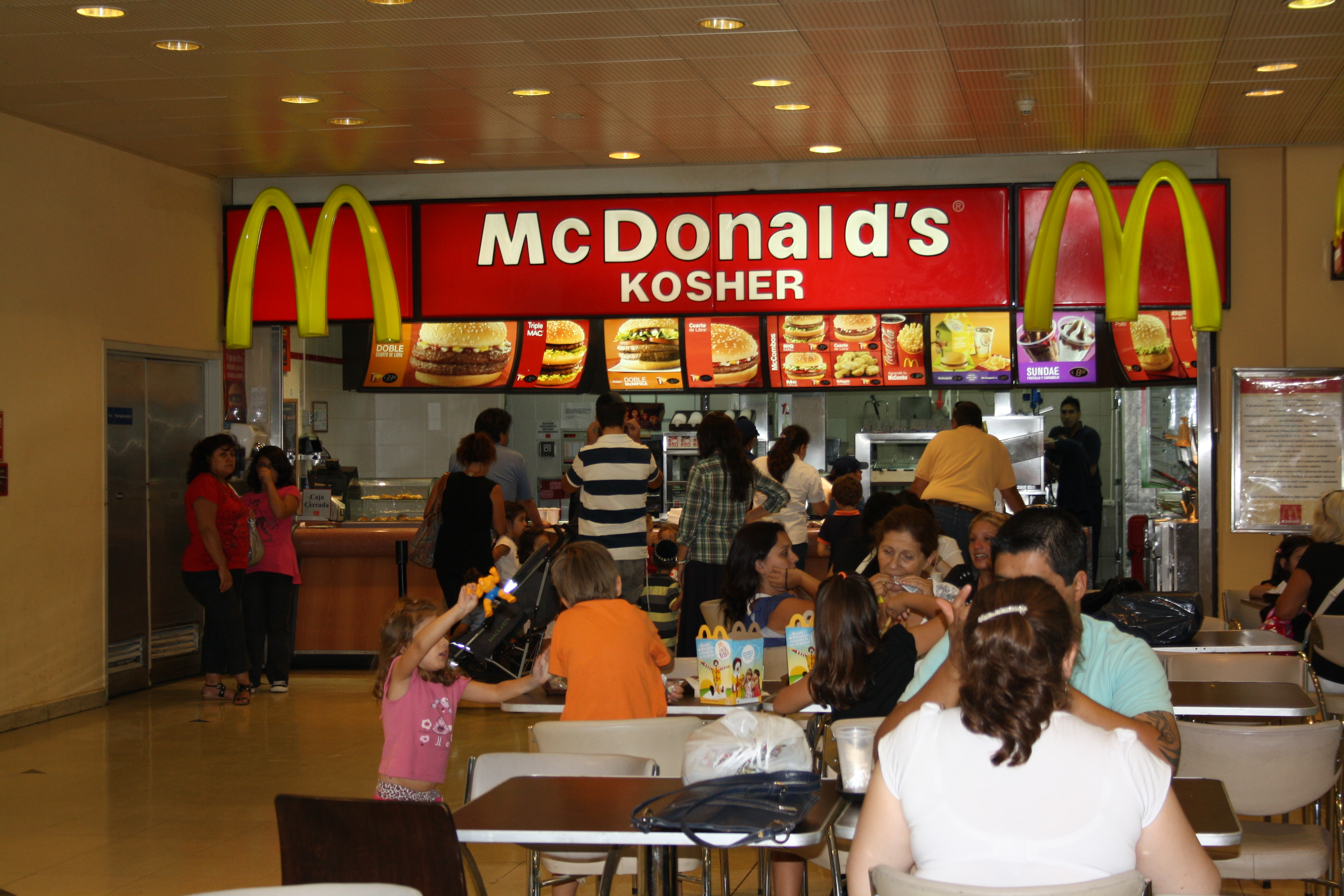
McDonald's Kosher a Buenos Aires (Argentina)

Nel 1994 arriva il servizio automobilistico McDrive, il primo è aperto nella Capitale. Il 1995 segna una svolta per McDonald's Italia, con l'acquisizione della principale società concorrente avente 96 ristoranti nella penisola, l'italiana Burghy, di proprietà della Cremonini S.p.A.. Con tale accordo, l'azienda emiliana diventa l'unico fornitore di carne bovina per l'azienda statunitense in Italia, e la concederà anche per altre nazioni. Nel 2006 McDonald's Italia introduce il servizio McCafé.
A causa di continue pressioni sul gruppo a livello mondiale da parte di associazioni di consumatori e ambientalisti, nel 2011 anche la filiera italiana si adegua alle politiche di trasparenza ambientale e culinaria, permettendo ai clienti di accedere all'elenco dei produttori, alla tracciabilità dei prodotti e alla territorialità degli ingredienti, anche tramite l'app per dispositivi iOS/Android dotata di tutte le informazioni nutrizionali e un particolare contatore di calorie in funzione del menu ipotetico scelto.
Nel 2014, la catena possiede oltre 500 ristoranti, presenti dal 31 luglio dello stesso anno in tutte le regioni italiane, e impiega direttamente 18 550 lavoratori. Nel 2015 l'azienda concede a Google di "entrare" nei suoi ristoranti con Google Street View, e introduce il servizio al tavolo. Nel 2015 McDonald's Italia è Official Sponsor di Expo 2015 con un padiglione affacciato sul Decumano, comprendente anche un ristorante. La scelta dell'organizzazione di Expo di avere come sponsor e quindi ospitare un locale della multinazionale del fast food ha causato alcune polemiche soprattutto da parte di Slow Food con relativa risposta di McDonald's. Sempre nel 2015 la società introduce nei propri locali la possibilità di ordinare con gli smart tab dove è anche possibile pagare con moneta digitale (PagoBancomat, carte di credito/debito anche contactless se non si superano una certa cifra, wallet), e creare panini personalizzati; il pagamento in contanti deve essere sempre effettuato alla cassa.
Al dicembre 2023 in Italia sono presenti 686 ristoranti distribuiti su quasi tutte le province. 

### In Svizzera
In Svizzera, il primo ristorante è stato aperto nell'ottobre 1976 a Ginevra. Tre anni più tardi è stato aperto a Basilea il primo ristorante della Svizzera tedesca. Dal 1993 McDonald's opera anche in Ticino.
Nel 2012 i 7 700 collaboratori negli ormai 154 ristoranti elvetici hanno servito oltre 106 milioni di ospiti. McDonald's Svizzera, unitamente ai suoi 39 licenziatari, nel 2012 ha realizzato un fatturato di 729 milioni di CHF e acquistato generi alimentari per oltre 122 milioni di CHF, di cui una quota dell'80% è rappresentata da ingredienti svizzeri. Il 70% dei ristoranti in Svizzera sono diretti dai licenziatari in modo autonomo.

### A San Marino
L’unico McDonald's della Repubblica di San Marino aprì le porte il 6 luglio 1999 a Borgo Maggiore. Il ristorante venne chiuso per cessata attività il 6 luglio 2019, a 20 anni dalla sua apertura.

## Figure professionali
L'azienda McDonald's adotta una sua classificazione aziendale per i propri dipendenti. Questo modello è stato esportato in ogni Paese dove McDonald's ha fatto nascere delle filiali, creando molti contrasti con le varie normative nazionali. In Italia, ad esempio, la suddivisione dei ruoli è molto criticata, in quanto basata sul principio del "lavoratore tuttofare". Pur esistendo almeno una decina di figure professionali, la differenza fra di esse è meramente gerarchica, dal momento che praticamente ogni livello è addestrato per svolgere la maggior parte delle mansioni.
Ecco le varie figure, partendo dalla "base" lavorativa:
- crew: svolge mansioni promiscue di cucina, servizio al cliente, sbarazzo sala e rifornimento ai vari livelli;
- crew-delivery: svolge le stesse mansioni del crew, ma in più si occupa della gestione del magazzino, provvedendo a rifornimento, rotazione delle merci e controllo delle scadenze;
- crew-trainer: svolge le medesime mansioni del crew, occupandosi però anche della formazione dei neo-assunti;
- hostess e steward: si occupano delle pubbliche relazioni con i clienti, con particolare riguardo per i bambini, organizzando e gestendo feste di compleanno e varie altre attività ricreative. Possono svolgere relazioni esterne aziendali, promuovendo convenzioni con aziende locali. Non hanno funzioni di coordinamento dei crew;
- capo hostess: svolge le stesse mansioni delle hostess e si occupa di coordinare il lavoro delle stesse;
- swing assistant, anche detto training manager: affiancato a un manager esperto, si occupa di gestire e controllare il personale nel proprio turno o nella propria postazione, assegnando le mansioni del turno, curando apertura e chiusura delle casse e tenendo la contabilità giornaliera;
- assistente: svolge in autonomia le medesime mansioni del training manager, occupandosi anche della formazione dello stesso. Sviluppa il piano degli orari del personale (manager esclusi), evade gli ordini della merce, sovrintende all'HACCP e definisce il piano delle pulizie del locale. Ha il compito di aprire e chiudere il punto vendita e ha la responsabilità della contabilità di cassa;
- vicedirettore: definisce il piano degli orari dei manager, ma si occupa più in generale di coordinare tutte le attività di punto vendita, seguendo le indicazioni fornite dal direttore in merito a politiche aziendali e di sviluppo;
- direttore: definisce il piano di sviluppo dei manager, presenzia alle ispezioni degli organi istituzionali ai vari livelli, si occupa più in generale di coordinare tutte le attività dei collaboratori del punto vendita.

## Prodotti
- Big Mac
- McChicken
- Crispy McBacon
- McWrap
- Filet-O-Fish
- Chicken McNuggets
- McFlurry
- Happy Meal
- Double Chicken BBQ

## Controversie

### L'opuscolo di Greenpeace
Grande risonanza ebbe il processo McLibel in Gran Bretagna, in cui l'azienda denunciò Greenpeace London per diffamazione a causa di un opuscolo pubblicato nel 1986 dal titolo: Cosa c'è di sbagliato in McDonald's? In seguito al processo l'opuscolo venne tradotto in più di 20 lingue divenendo un best seller; si trova una ristampa su Internet, a cui parti di questa voce si riferiscono. Nell'opuscolo veniva criticato, ad esempio, «l'indecente spreco di risorse»: infatti era riportato che di 145 milioni di tonnellate di cereali e soia usati per nutrire il bestiame, "solo 21 milioni di tonnellate di questa carne vengono utilizzati"; lo scarto, di 124 milioni di tonnellate ad anno, ha un valore di 20 miliardi di dollari: secondo un calcolo, con questa cifra si potrebbe nutrire, vestire e dare un tetto all'intera popolazione mondiale per un anno. Altre critiche riguardavano le azioni del McDonald's nella foresta pluviale, il trattamento degli animali, la qualità del cibo, il modo in cui "sfrutta deliberatamente i bambini" (inteso come il portare i più piccoli ad andare nei ristoranti), e le condizioni dei lavoratori, buona parte part-time e giovani, privi di specializzazione e senza un sindacato specifico. Essendo l'opuscolo del 1986, potrebbe essere in parte o del tutto datato, ma comunque sono seguite altre critiche negli anni seguenti.

### Altro
A livello mondiale la società è contestata per l'impatto ecologico ed economico, indotto dai metodi di coltivazione e allevamento necessari ai propri approvvigionamenti, nonché per le qualità dietetiche dei cibi proposti, cibo spazzatura, sovente ritenuti troppo ricchi di grassi. Nella sua opera Cosa c'è di sbagliato in McDonald's, Greenpeace accusava la catena di fast food di usare veleni per devastare la foresta pluviale per ottenere pascoli, di abbattere foreste per avere la carta, e di allontanare le tribù di queste foreste.
Sono sorti numerosi gruppi e associazioni di protesta che hanno organizzato boicottaggi. In qualche caso le proteste sono sfociate nella violenza, determinando attacchi e danneggiamenti dolosi ai franchising. Particolare rilievo mediatico hanno avuto in questo contesto le azioni di ATTAC in Francia, guidate dal suo cofondatore e leader dei sindacati degli agricoltori José Bové il quale, per aver letteralmente smontato (assieme ad altri dimostranti) un ristorante (prefabbricato) McDonald's nel 1999, è finito in carcere. In Francia fu piazzata persino una bomba all'esterno di un ristorante; l'azione provocò la morte di una dipendente.
Nel 2004 viene prodotto il documentario Super Size Me, candidato all'Oscar al miglior documentario nel 2005, in cui viene narrata la storia di un individuo che si nutre per un mese esclusivamente da McDonald's, il titolo del film prende il nome dal menú più famoso e calorico dell'azienda, mai distribuito in Italia, che venne ritirato dall'offerta dopo l'uscita del film.
Nel 2015 il CEO Steve Easterbrook ha annunciato che "nel giro dei prossimi due anni smetterà di usare i polli trattati con gli antibiotici, e dalla fine del 2015 non utilizzerà più il latte delle mucche che hanno ricevuto l'ormone artificiale della crescita rbST". 
Nel 2023 e 2024 con la guerra tra Israele e Hamas ci sono state proteste e un boicottaggio regionale sollecitato e promosso dal movimento BDS da parte dei paesi del Medio Oriente a maggioranza musulmana dopo che i franchising di McDonald's in Kuwait, Malesia, Pakistan, Arabia Saudita, Oman, Emirati Arabi Uniti, Giordania e Turchia hanno rilasciato dichiarazioni contrarie alla società madre a causa del suo presunto sostegno a Israele (tramite il franchise Alonyal gestore dei ristoranti nel paese) donando pasti gratis all'esercito israeliano, le proteste hanno coinvolto anche paesi europei tra cui Francia, Paesi Bassi e Italia. L'amministratore delegato di McDonald's ha accusato l'infondatezza delle proteste prevedendo inoltre un blocco di crescita dell'azienda nei mercati di questi paesi. A causa di ciò il 13 marzo del 2024 l'azienda crolla in borsa del 3,9% perdendo 7 miliardi di dollari in un giorno.